# Al-Mahdi Ali Mukhtar
Al-Mahdi Ali Mukhtar (ar. المهدي علي مختار; ur. 2 marca 1992 w Dosze) – katarski piłkarz, występujący na pozycji obrońcy w katarskim klubie Al-Wakrah SC. Dwudziestokrotny reprezentant Kataru. Uczestnik Pucharu Azji 2015, Copa América 2019 i Pucharu Azji 2023.

## Statystyki

### Klubowe
Na podstawie:
| Klub          | Sezonów | Liga               | Liga  | Liga   | Puchar krajowy | Puchar krajowy | Kontynentalne | Kontynentalne | Suma  | Suma   |
| Klub          | Sezonów | Liga               | Mecze | Bramki | Mecze          | Bramki         | Mecze         | Bramki        | Mecze | Bramki |
| ------------- | ------- | ------------------ | ----- | ------ | -------------- | -------------- | ------------- | ------------- | ----- | ------ |
| Al-Sadd SC    | 4       | Qatar Stars League | 60    | 2      | 0              | 0              | 11            | 0             | 71    | 2      |
| Al-Gharafa SC | 8       | Qatar Stars League | 94    | 4      | 13             | 1              | 5             | 0             | 112   | 5      |
| Al-Wakrah SC  | 1       | Qatar Stars League | 6     | 0      | 0              | 0              | –             | –             | 6     | 0      |
|               | Łącznie | Łącznie            | 160   | 6      | 13             | 1              | 16            | 0             | 189   | 7      |

### Reprezentacyjne
Na podstawie:
| Występy w reprezentacji w Pucharze Azji 2015 | Występy w reprezentacji w Pucharze Azji 2015 | Występy w reprezentacji w Pucharze Azji 2015 | Występy w reprezentacji w Pucharze Azji 2015 | Występy w reprezentacji w Pucharze Azji 2015 | Występy w reprezentacji w Pucharze Azji 2015 | Występy w reprezentacji w Pucharze Azji 2015 | Występy w reprezentacji w Pucharze Azji 2015 |
| Lp.                                          | Data                                         | Miasto                                       | Przeciwnik                                   | Wynik                                        | Czas                                         | Gole                                         | Inne                                         |
| -------------------------------------------- | -------------------------------------------- | -------------------------------------------- | -------------------------------------------- | -------------------------------------------- | -------------------------------------------- | -------------------------------------------- | -------------------------------------------- |
| 1.                                           | 11.01.2015                                   | Canberra                                     | Zjednoczone Emiraty Arabskie                 | 1:4 (1:1)                                    | 1'–90'                                       |                                              |                                              |
| 2.                                           | 15.01.2015                                   | Sydney                                       | Iran                                         | 0:1 (0:0)                                    | 1'–90'                                       |                                              | 50'                                          |
| 3.                                           | 19.01.2015                                   | Sydney                                       | Bahrajn                                      | 1:2 (0:1)                                    | 1'–90'                                       |                                              |                                              |

## Sukcesy
Na podstawie:

### Klubowe
Z Al-Sadd SC:
- Zwycięzca Ligi Mistrzów AFC 2011
- Mistrz Kataru 2012/13